# Actinodontida
Ordre
Les Actinodontida sont un ordre fossile de mollusques bivalves marins et d'eau douce.

## Fossiles
Cet ordre fossile des Actinodontida a 272 collections référencées de fossiles. Ces collections de fossiles sont du Cassinien de l'Ordovicien inférieur au Miocène supérieur, c'est-à-dire datent de 483,4 à 5,33 Ma avant notre ère.

## Liste des super-familles et familles
Selon World Register of Marine Species (20 mai 2025) :
- † Superfamille Amnigenioidea Khalfin, 1948
  - † Famille Amnigeniidae Khalfin, 1948
  - † Famille Montanariidae Scarlato & Starobogatov, 1979
  - † Famille Zadimerodiidae Guo, 1988
- † Superfamille Anodontopsoidea S. A. Miller, 1889
  - † Famille Actinodontidae Davies, 1933
  - † Famille Anodontopsidae S. A. Miller, 1889
  - † Famille Baidiostracidae Fang & Cope, 2008
  - † Famille Cycloconchidae Ulrich, 1894
  - † Famille Intihuarellidae Sánchez, 2003
  - † Famille Redoniidae Babin, 1966
- † Superfamille Nyassoidea S. A. Miller, 1877
  - † Famille Nyassidae S. A. Miller, 1877
- † Superfamille Oriocrassatelloidea Boyd & Newell, 1968
  - † Famille Crassatellopsidae Carter, 2011
  - † Famille Oriocrassatellidae Boyd & Newell, 1968
- † Superfamille Palaeomuteloidea Lahusen, 1897
  - † Famille Palaeomutelidae Lahusen, 1897

## Systématique
Le nom valide complet (avec auteur) de ce taxon est Actinodontida Dechaseaux (d), 1952.
Contrairement aux autres sources, Paleobiology Database l'attribue au paléontologue français Henri Douvillé (1846-1937),. 

### Publications originales
- [1912] Henri Douvillé, « Un essai de classification phylogénique des lamellibranches », Comptes Rendus de l'Académie des Sciences, vol. 154, no 25,‎ 1912, p. 1677-1682 (lire en ligne).
- [1952] Colette Dechaseaux, « Classes des Lamellibranches (Lamellibranchiata Blainville, 1816) », dans Jean Piveteau, Traité de Paléontologie, vol. 2, Paris, Masson et Cie, 1952, 790 p., p. 220–364.